# بینکورت
بینکورت (به فرانسوی: Bayencourt) یک کمون (فرانسه) در فرانسه است که در canton of Acheux-en-Amiénois واقع شده‌است. بینکورت ۱٫۸۴ کیلومتر مربع مساحت دارد ۲۰۰ متر بالاتر از سطح دریا واقع شده‌است.